# Поліхлоровані дифеніли
Поліхлоровані дифеніли (ПХД) — висококанцерогенні хімічні сполуки, які раніше використовували в промислових і споживчих товарах. Їх виробництво було заборонено в Сполучених Штатах Законом про контроль над токсичними речовинами в 1979 році та на міжнародному рівні Стокгольмською конвенцією про стійкі органічні забруднювачі в 2001 році. Це органічні сполуки хлору з формулою C12 H10− x Clx; колись їх широко використовували у виробництві самокопіювального копіювального паперу, як рідини для передачі тепла, а також як діелектрики та охолоджувальні рідини для електричного обладнання.
Через їх довговічність друковані плати все ще широко використовуються, навіть попри те, що їх виробництво різко скоротилося з 1960-х років, коли було виявлено безліч проблем. З відкриттям екологічної токсичності ПХД і класифікацією їх як стійких органічних забруднювачів їх виробництво було заборонено федеральним законом Сполучених Штатів у 1978 році та Стокгольмською конвенцією про стійкі органічні забруднювачі у 2001 році.
Міжнародне агентство з дослідження раку (IARC) визнало ПХБ явними канцерогенами для людини. За даними Агентства з охорони довкілля США (EPA), ПХД спричиняють рак у тварин і, ймовірно, є канцерогенами для людини. Багато річок і будівель, зокрема школи, парки та інші об’єкти, забруднені ПХБ, і спостерігалося забруднення продуктів харчування цими речовинами. Крім того, через їх використання як охолоджувальна рідина в електричних трансформаторах ПХБ все ще зберігаються в будинках.

## Фізичні та хімічні властивості

### Фізичні властивості
Сполуки являють собою в'язку рідину блідо-жовтого кольору. Вони гідрофобні, з низькою розчинністю у воді: 0,0027–0,42 нг/л для бренду Aroclors, але вони мають високу розчинність у більшості органічних розчинників, оліях і жирах. Вони мають низький тиск пари за кімнатної температури, діелектричну проникність 2,5–2,7, дуже високу теплопровідність і високі температури спалаху (від 170 до 380 °C).

### Будова і токсичність
ПХД отримують з дифенілу, який має формулу C12H10, яку іноді називають (C6H5)2. У ПХБ деякі атоми водню в біфенілі заміщені атомами хлору. Існує 209 різних хімічних сполук, у яких від одного до десяти атомів хлору можуть замінювати атоми водню. ПХБ зазвичай використовуються як суміші сполук і мають єдиний ідентифікаційний номер CAS 1336-36-3. Близько 130 різних окремих ПХБ містяться в комерційних продуктах ПХД.

Структури дванадцяти діоксиноподібних ПХД

## Виробництво
Одна оцінка (2006) припускала, що 1 було вироблено мільйонів тонн ПХБ. Вважалося, що 40% цього матеріалу залишиться у використанні. Згідно з іншими оцінками, загальне світове виробництво ПХД становить близько 1,5 мільйонів тонн. Сполучені Штати були найбільшим виробником, виробивши понад 600 000 тонн між 1930 і 1977 роками. Європейський регіон слідує з майже 450 000 тонн до 1984 року. Малоймовірно, що повну інвентаризацію світового виробництва ПХБ коли-небудь точно підрахують, оскільки заводи в Польщі, Східній Німеччині та Австрії виробляли невідому кількість ПХД. У найсхідніших регіонах Словаччини досі зберігається 21 500 тонн ПХД.

## Додатки
Користь ПХБ в основному ґрунтується на їх хімічній стабільності, включаючи низьку займистість і високу діелектричну проникність. В електричній дузі ПХБ утворюють негорючі гази.

## Екологічний транспорт і перетворення
ПХД потрапили в довкілля як через використання, так і через утилізацію. Екологічна доля ПХД є складною та глобальною за масштабом.

### Вода
Через низький тиск пари ПХБ накопичуються переважно в гідросфері, попри їх гідрофобність, в органічній частині ґрунту та в організмах, зокрема в тілі людини. Гідросфера є основним резервуаром. Величезний об’єм води в океанах усе ще здатний розчиняти значну кількість ПХД.

### Повітря
Невелику кількість ПХД було виявлено в земній атмосфері. Атмосфера слугує основним маршрутом для глобального транспортування ПХД, особливо тих конгенерів, які містять від одного до чотирьох атомів хлору.

## Гомологи
Щоб отримати повний список 209 конгенерів PCB, перегляньте список конгенерів PCB. Зауважте, що біфеніл, хоча технічно не є конгенером ПХБ через відсутність у ньому хлорних замісників, усе ще зазвичай входить до літератури.
| Гомолог PCB      | CASRN      | Кл замісники | Число конгенери |
| ---------------- | ---------- | ------------ | --------------- |
| Дифеніл (не PCB) | 92-52-4    | 0            | 1               |
| Монохлорбіфеніл  | 27323-18-8 | 1            | 3               |
| Дихлорбіфеніл    | 25512-42-9 | 2            | 12              |
| Трихлорбіфеніл   | 25323-68-6 | 3            | 24              |
| Тетрахлорбіфеніл | 26914-33-0 | 4            | 42              |
| Пентахлорбіфеніл | 25429-29-2 | 5            | 46              |
| Гексахлорбіфеніл | 26601-64-9 | 6            | 42              |
| Гептахлорбіфеніл | 28655-71-2 | 7            | 24              |
| Октахлорбіфеніл  | 55722-26-4 | 8            | 12              |
| Нонахлорбіфеніл  | 53742-07-7 | 9            | 3               |
| Декахлорбіфеніл  | 2051-24-3  | 10           | 1               |